# Scotorythra paludicola
Scotorythra paludicola là một loài bướm đêm trong họ Geometridae.